# Auguste Rodin
François-Auguste-René Rodin (París,  12 de noviembre de 1840-Meudon, 17 de noviembre de 1917), más conocido como Auguste Rodin, fue un escultor francés. Considerado el padre de la escultura moderna, su importancia se debe a la ruptura con el canon académico que imperaba en el siglo XIX en Francia. Lo anterior no significa que el artista no conociera o dominara las reglas de la estética de su tiempo, sino que su concepción del arte le permitió inaugurar una nueva etapa en el ámbito de la escultura.
Cuando Rodin incursionó en el ambiente artístico parisino de mitad del siglo XIX, la escultura en los textos académicos se definía como «una imitación selectiva y palpable de la naturaleza». Cuando Rodin murió, el concepto de escultura había sido redefinido como «algo que imita la vida a través de la amplificación y exageración del todo».

## Biografía

### Los años de formación (1840-1880)

La máscara del hombre de la nariz rota

Auguste Rodin nació en París el 12 de noviembre de 1840 en una familia modesta, en una casa de la calle de l'Arbalète en el V distrito de la capital parisina.

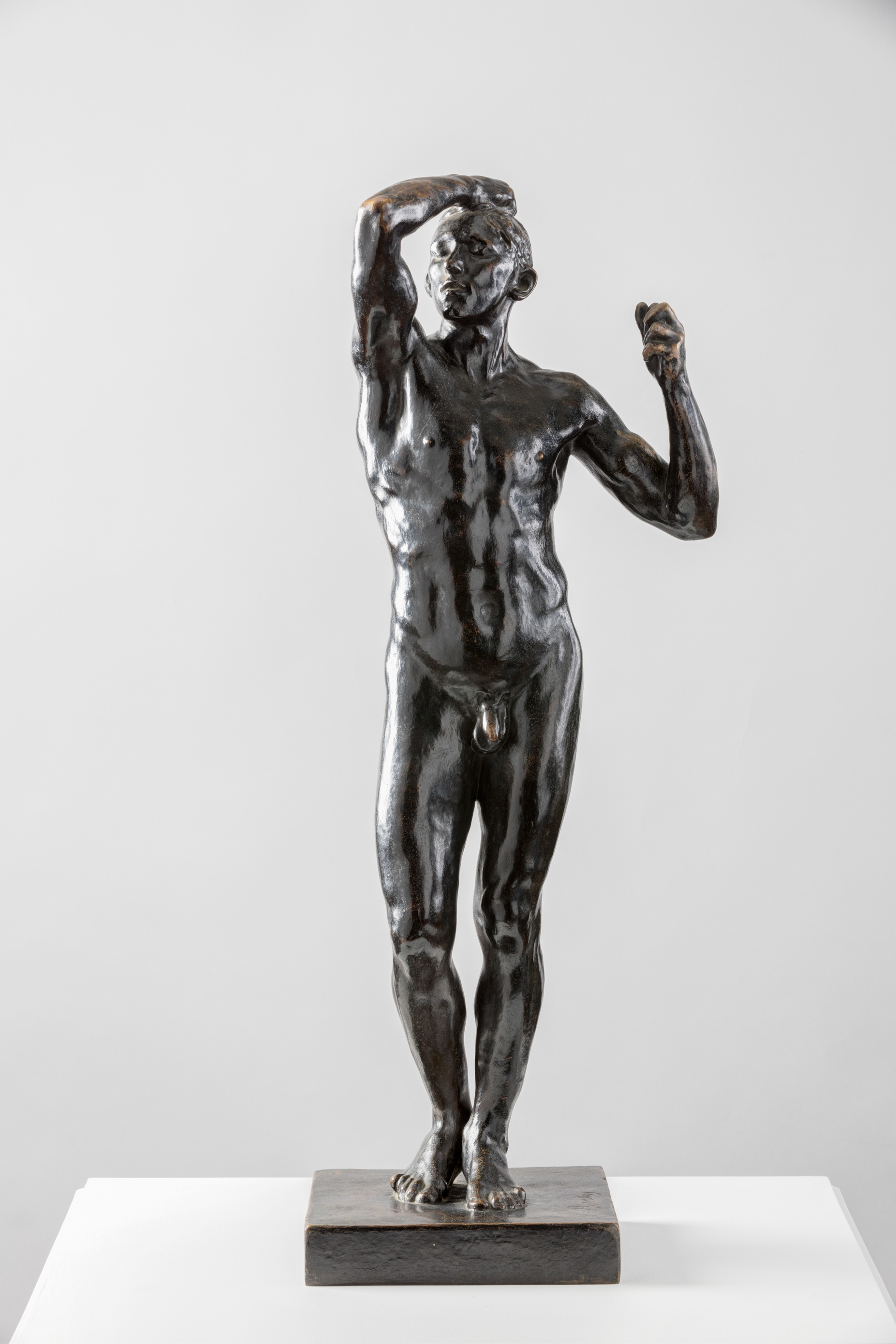
La Edad de Bronce

Su padre, Jean-Baptiste, era de origen normando; se instaló en París desde 1830 y trabajaba como mandadero en la Prefectura de Policía. Su madre, Marie Cheffer, era de la Lorena. Del primer matrimonio de su padre con Gabrielle Cateneau, tuvo una media hermana llamada Clothilde que parece haber sido alejada de la familia después del segundo matrimonio de Jean-Baptiste. Auguste también tuvo una hermana mayor llamada Marie.
En 1848 Rodin entró en la escuela de los Frères de la doctrine chrétienne de Nancy y en 1850 comenzó a dibujar tras abandonar dicha escuela.
De 1851 a 1854 asistió a la escuela en Beauvais. Su interés hacia las artes se reveló a temprana edad; a los catorce años su padre lo envió a la Escuela Imperial Especial de Dibujo y Matemáticas, conocida como la Petite École, École Impériale Spéciale de Dessin et de Mathématiques, en donde aprendió a modelar y dibujar de memoria bajo la tutoría del pintor Horace Lecoq de Boisbaudran bajo técnicas tradicionales y ganó premios. Intentó entrar en la Escuela de Bellas Artes tres veces aunque sin éxito; por esta razón comenzó su carrera afuera de los canales institucionales al estudiar anatomía con Antoine Louise Barye en el Museo Nacional de Historia Natural. Un escayolista de nombre Constant le compartiría sus secretos sobre el modelado escultórico, como afirmó el mismo Rodin.
En 1855, tras ganar una medalla de bronce en su clase de dibujo, empezó a modelar en arcilla y por ese entonces dedicó tiempo a practicar sus habilidades en el Museo del Louvre y en la Galería de Estampas de la Biblioteca Imperial. En 1857 realizó esculturas decorativas y participó en la reconstrucción urbana de París como ayudante de Georges-Eugène Haussmann.
En 1860 realizó la primera escultura que se conserva del autor, el Busto de Jean-Baptiste Rodin, su padre. De estilo neoclásico, la obra nunca se expuso en vida del artista. En 1862 falleció su hermana Marie a los veintiséis años y para superar esta pérdida, el escultor ingresó en ese año a la Congregación del Santísimo Sacramento, en donde recibió el apelativo de Hermano Agustín.
Conoció a Jean-Bauptiste Carpeaux en 1863, etapa a la que corresponde la gestación de la obra La máscara del hombre de la nariz rota. Fundamental para entender la estética que caracterizaría la obra rodiniana, el mismo artista la definió como su primera gran escultura. Fue rechazada por el jurado del Salón de París en 1865; la obra representa a Bibi, un hombre de un barrio parisino cuya vida está narrada en los duros surcos de su rostro. Fue hasta 1875 cuando la versión en mármol tallada por Léon Fourquet se aceptó. Este sería el primer trabajo de Rodin reconocido por la Academia.
Para mantenerse, el joven Rodin realizaba trabajos de arte decorativo; colaboró con el escultor Ernest-Albert Carrier-Belleuse, quien a la usanza de un taller gremial, firmó algunas de sus obras. A la edad de veinticuatro años conoció a Rose Beuret, quien se convertiría en la compañera de su vida y modelo para algunos de sus más insignes retratos como Mignon. De esta relación nació su hijo Auguste-Eugène que tomó el apellido Beuret puesto que no lo reconoció.
Rechazado del ejército por miopía, el artista no pudo participar en la Guerra Franco-prusiana que estalló en 1870, y se reunió con Carrier-Belleuse en Bruselas; los dos artistas colaboraron en la edificación de algunas obras como las realizadas para la Bolsa de Comercio de la ciudad, hasta que en 1873 su relación se tensó. Carrier-Belleuse regresó a la capital francesa mientras que Rodin se asoció con el escultor Antoine-Joseph Van Rasbourgh y produciría algunas obras como los bustos Suzon y Dosia, además de algunos retratos como Doctor Thiriar y De Vigne.
De esta etapa surgieron también Alegorías de las Artes y las Ciencias para el Palacio de la Academia, dos Alegorías de las Provincias para el Palacio Real, Cabeza de Beethoven para el Patio del Conservatorio Real de Música y tres figuras del Monumento al burgomaestre J.F. Loos.
En 1874, en contra del Salón, un grupo de artistas rebeldes expusieron en el estudio parisino de Gaspard-Felix Tournachon, conocido como Nadar, en el número 32 del Bulevar de los Capuchinos. Entre ellos se encontraban Monet, Pissarro, Renoir, Degas y Cézanne. Estos formarían la Sociedad Anónima de Pintores, Escultores y Grabadores. Mientras tanto, Rodin seguía en Bruselas y en junio de 1875 comenzó a trabajar con un soldado belga, Auguste Nyet, quien sería el modelo de la obra La Edad de Bronce.
Para su formación y crecimiento artístico, resultó fundamental el viaje que emprendió a Italia. Ahí tuvo la oportunidad de conocer a los grandes maestros renacentistas, en particular la obra de Donatello y Miguel Ángel.

En una carta dirigida a Rose desde Italia, Rodin escribió: 
[...] no se puede juzgar a algo a primera vista, pero no te sorprenderá que te diga que he estado estudiando a Michelangelo desde mi primera hora en Florencia y creo que el gran mago me está revelando algunos de sus secretos.
Una vez de regreso en Bruselas terminó el yeso de La edad de Bronce que exhibió en 1877 en el Círculo Artístico y Literario. Lo presentó en abril en el Salón de los artistas franceses donde su perfección dividió a la crítica. Como afirmaría Rilke:
La Edad de Bronce probó su dominio ilimitado sobre el cuerpo. […] El ojo más severo no podía descubrir en esta estatua ningún espacio que fuera menos viviente, menos preciso o menos claro que los otros.  
Un periodista de L'Étoile Belge, con relación a la escultura, escribió: Está prendada de una cualidad tan rara como preciosa: la vida. Tal vitalidad hizo pensar a la crítica que se habían ensamblado los moldes tomados directamente del cuerpo del modelo y no de una arcilla hecha por el artista, como se debe hacer en el método del vaciado en bronce. Esta opinión levantó rumores de los que Rodin tuvo que defenderse; tal acusación era deshonrosa para cualquier escultor y Rodin, quien contaba con la ayuda de amistades influyentes, como el pintor y escultor impresionista Edgar Degas, logró salir de la disputa no solo victorioso, sino con una fama que le puso inmediatamente entre los artistas más importantes de París. Vale decir que había dedicado gran parte de su juventud a acumular conocimientos sobre anatomía humana que en más de una oportunidad le valieron la envidia y el descontento de los escultores reconocidos por la Academia de Bellas Artes de París.
La Edad de Bronce sería decisiva para su futuro como artista.
El viejo que conoció a Delacroix siendo joven vivió mucho y lo suficiente para conversar con Matisse, Maillol y Brancusi, y además, en un encuentro sorpresivo como algunas de sus yuxtaposiciones escultóricas, fue fotografiado por Diego Rivera, comentó al respecto John L. Tancock, uno de sus estudiosos. Auguste Rodin es aceptado de manera consensuada, como un precursor de diversos estilos escultóricos del siglo XX, más que como un autor del siglo XIX.

### La madurez artística (1880-1900)

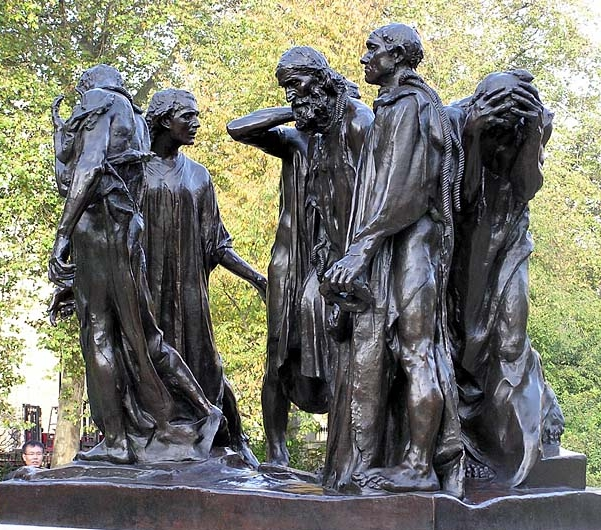
Los Burgueses de Calais.

La controversia alrededor de la obra La Edad de Bronce suscitó un gran interés hacia Rodin. Parecía sorprendente que alguien que nunca estudió en la Academia pudiera esculpir formas tan perfectas. En mayo de 1880 el estado compró la estatua y a partir de entonces fueron varios los encargos que Rodin recibió. El 16 de agosto del mismo año, Edmund Turquet, subsecretario de Instrucción Pública y Bellas Artes, comisionó una puerta decorativa que representara a la Divina Comedia de Dante para el futuro Museo de Artes Decorativas; dispusieron un taller en el que pudiera trabajar en este proyecto, el Dépôt de Marbres en Rue de l’Université.

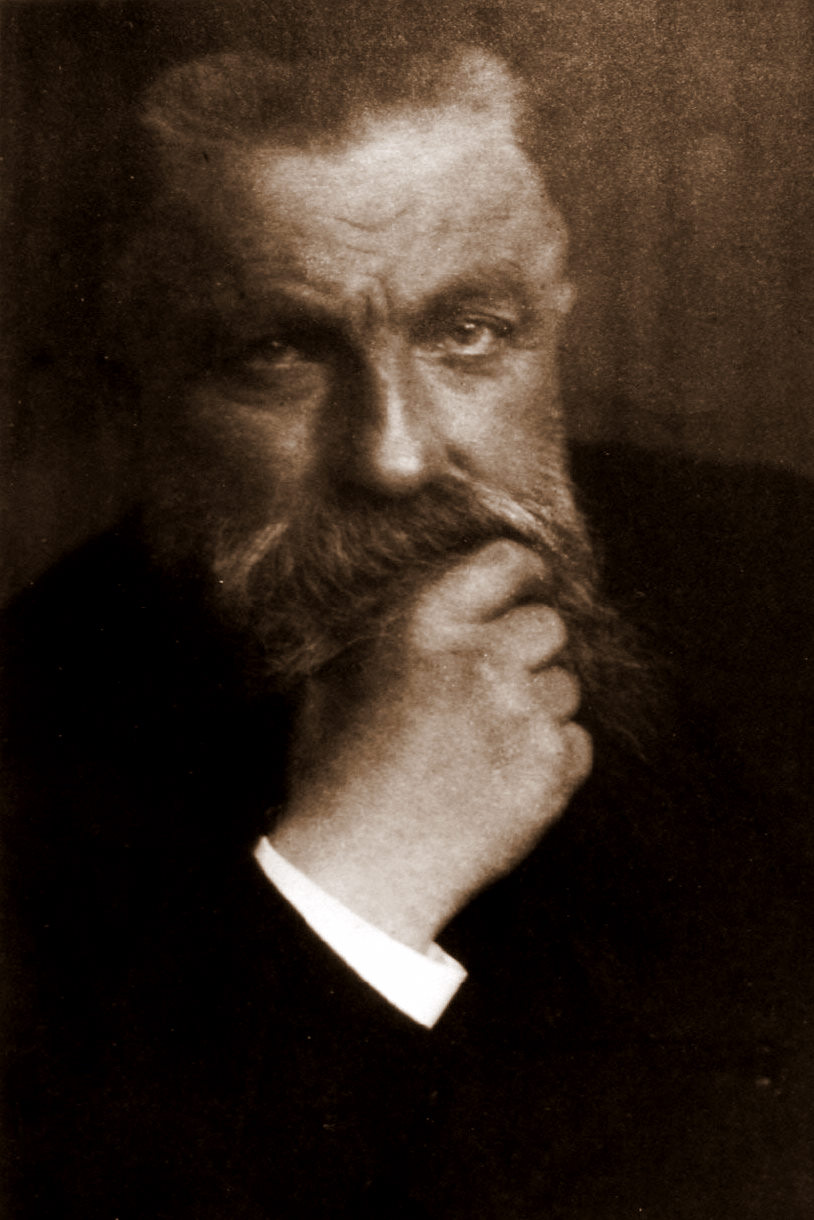
Retrato del artista Auguste Rodin por el fotógrafo Edward Steichen

Bautizada como La puerta del Infierno, la obra representó el mayor reto plástico del artista. De ahí derivaron sus más emblemáticas esculturas como El Pensador, El beso y Ugolino y sus hijos. Éstas se presentaron por primera vez en una gran exposición que tuvo lugar en la Galería Georges Petit en 1886. Aunque el proyecto fue cancelado, el artista trabajó en él hasta el final de su vida.
En 1883 Rodin conoció a Camille Claudel, quien pronto se convertiría en su colaboradora, musa y amante. Con derecho propio, la artista logró encontrar su autonomía artística y en 2017 le fue dedicado un museo en Nogent-sur-Seine en la región de Champaña.
Entre la élite de intelectuales que Rodin conoció gracias a su popularidad, tuvo varios admiradores, Octave Mirbeau entre ellos; los dos se encontraron en 1884 y al año siguiente el poeta francés describió La puerta en el periódico La France.
El año 1889 marcó una segunda etapa de reconocimiento para el trabajo de Rodin. La Galería Georges Petit le dedicó una exposición retrospectiva de treinta y seis esculturas junto  con setenta lienzos del pintor impresionista Claude Monet. El catálogo de la exposición rindió homenaje al trabajo de los artistas con textos escritos por Octave Mirabeau.

#### La exposición de Monet y Rodin
Monet se afirmó como jefe del grupo de pintores impresionistas que solían exponer en el salón de los Rechazados desde 1863. Rodin se mantuvo siempre al margen de éstos salones. La obra de Monet ya era reconocida y la de Rodin era apenas conocida. Claude Monet escribió a Rodin el 12 de abril de 1889 para ponerse de acuerdo sobre las condiciones de alquiler de la galería. El diez por ciento sobre las ventas sería para el señor Petit. Los dos artistas se conocen poco pero pretenden entenderse y logran hacer la exposición.
Durante el montaje de las obras, la actitud de Rodin sorprendió a sus amigos Octave Mirbeau y Gustave Geffroy ya que el escultor se percató de que las grandes telas de Monet ocupaban casi todo el espacio expositivo. Rodin reclamó enfadado la modificación del emplazamiento de las esculturas. El hombre tímido y reservado rompió el silencio para imponer su obra. Cuando Monet llegó a la exposición se percató de las modificaciones en el montaje y expresó su desacuerdo con el nuevo emplazamiento de las piezas.
El día de la inauguración fue el 21 de junio de 1889 y los círculos artísticos y literarios de la ciudad de París acudieron al recinto para admirar la exposición. Octave Mirbeau se refirió a la exposición como "Un evento colosal, de un aplastante éxito [...] Son ellos los que, en este siglo, encarnan de la forma más gloriosa, de la forma más definitiva, estas dos artes magníficas: la pintura y la escultura". 
En el catálogo del evento, Rodin marcó con la palabra "estudio" la mayoría de sus esculturas. Algunas de ellas tomarán nombre más tarde. Entre las esculturas expuestas por Rodin destacan: La danaide y El eterno ídolo.
Algunos críticos se asombraron al ver juntos a los dos artistas que no tienen nada en común más que el año de nacimiento: 1840. Hubo quienes clasificaron a Rodin como un romántico por el énfasis que da a la forma, la desmesura y el arranque de sus piezas. Otros vieron en él a un escultor impresionista por el juego de luces y sombras presente en sus piezas. En este aspecto, su obra encuentra relación con la de Monet quien captó en sus lienzos la fugacidad del instante.
La exposición logró gran éxito y recibió gran afluencia de visitantes. Los críticos de la época cuentan que los espectadores vacilaban y cuchicheaban al apreciar un lenguaje tan nuevo. Frente a las telas de Monet algunos exclamaron: "no hay nada que ver" y frente a la escultura de Rodin muchos declararon "no está terminado". El escultor respondió a dichas declaraciones diciendo: "¿Acaso la naturaleza termina?".
Tras la exposición Rodin hizo un viaje por el Loire-et-Cher y el sur de Francia. El artista ganó prestigio y fue solicitado para exponer en otros espacios. El obrero-modelador se afirmó como uno de los grandes escultores de su generación y recibió importantes encargos oficiales.
Otro encargo capital llegó en 1885 cuando Rodin fue elegido para la realización de un monumento en honor a Los burgueses de Calais, cuya épica historia tuvo lugar durante la Guerra de los Cien Años (1339-1453). El proyecto se desveló en Place Richelieu, hoy Boulevard Clemenceau, frente a la Sociedad Nacional de Bellas Artes, diez años después de su comisión. La crítica se dividió a causa de la distancia que la obra guarda con los cánones académicos. Nunca titubeé en hacerlos lo más delgados y débiles posibles, afirmó el artista.
A pesar de las controversias, no faltaron los reconocimientos; tras homenajearlo como Chevalier (Caballero) de la Legión de Honor, una de las más altas distinciones que otorga el Estado francés, en 1893 lo nombraron vicepresidente de la Sociedad Nacional de Bellas Artes.
Para estar más en contacto con la naturaleza, algo imprescindible de su proceso creativo, en 1895 Rodin compró la Villa de Brillantes en Meudon, una pequeña ciudad a las orillas de París. Ahí empezó a coleccionar antigüedades que todavía se conservan y que dan cuenta de la inspiración clásica de sus obras.
Entre los promotores de su arte, el mecenas Maurice Fenaille contribuyó en 1897 a la publicación de un volumen de 142 dibujos realizados por el artista con una introducción escrita por Octave Mirbeau; se dio a conocer como Album Goupil en referencia a la casa editora. Este mismo año, el artista participó en la segunda edición de la que sería la célebre Bienal de Venecia y en Alemania apreció la obra Parsifal del compositor Richard Wagner.
Entre las publicaciones sobre el artista cabe mencionar dos libros de 1903: Auguste Rodin, prisa por la vida de Judith Cladel, y Auguste Rodin, un retrato hecho por Rainer Maria Rilke.

Entre los grandes personajes que Rodin tuvo el honor de plasmar, destacan el escritor Victor Hugo y el novelista Honoré de Balzac. Monumento a Victor Hugo fue comisionado al artista en 1889 y presentado 2 años después a la Sociedad Nacional de Bellas Artes, quien lo rechazó. Las palabras de Charles Yriarte, inspector general del Ministerio de Bellas Artes, fueron: 
La figura principal, mal reunida, no se relaciona con las figuras imaginarias de las olas […]. La parte posterior del monumento carece de interés y presenta muy poca sustancia al público que tiene que rodearla para ver todos los lados.
Rodin trabajó simultáneamente otra versión del escritor francés, Victor Hugo sentado, que fue mostrada en 1897.
Monumento a Honoré de Balzac, considerado el primer ejemplo de escultura moderna, en aquel tiempo no fue reconocido como tal. Después de siete años de trabajo y varias quejas por parte del comité a causa del retraso, en 1898 Rodin terminó su obra y la exhibió en el Salón de la Sociedad de Bellas Artes en París. Admirado por algunos, el yeso fue criticado por los demás hasta ser rechazado por la Société des hommes de lettres. Fue hasta 1902 que la escultura fue rescatada, cuando el fotógrafo Edward Steichen visitó a Rodin en su taller de Meudon y juntos empezaron a trabajar en una serie pictorialista. Al ver Rodin las fotografías de Steichen exclamó: Tú harás que el mundo entienda mi Balzac.
Su primera exposición individual tuvo lugar en 1899; en el otoño de aquel año, Bourdelle, Jules Desbois y Rossi fundaron el Instituto Rodin en el Boulevard de Montparnasse. Desafortunadamente, sin importar el éxito que tuvo, la escuela cerró en abril de 1900 para permitir que Rodin pudiera prepararse con miras a la célebre Exposición Universal.

### El epílogo de su carrera (1900-1917)

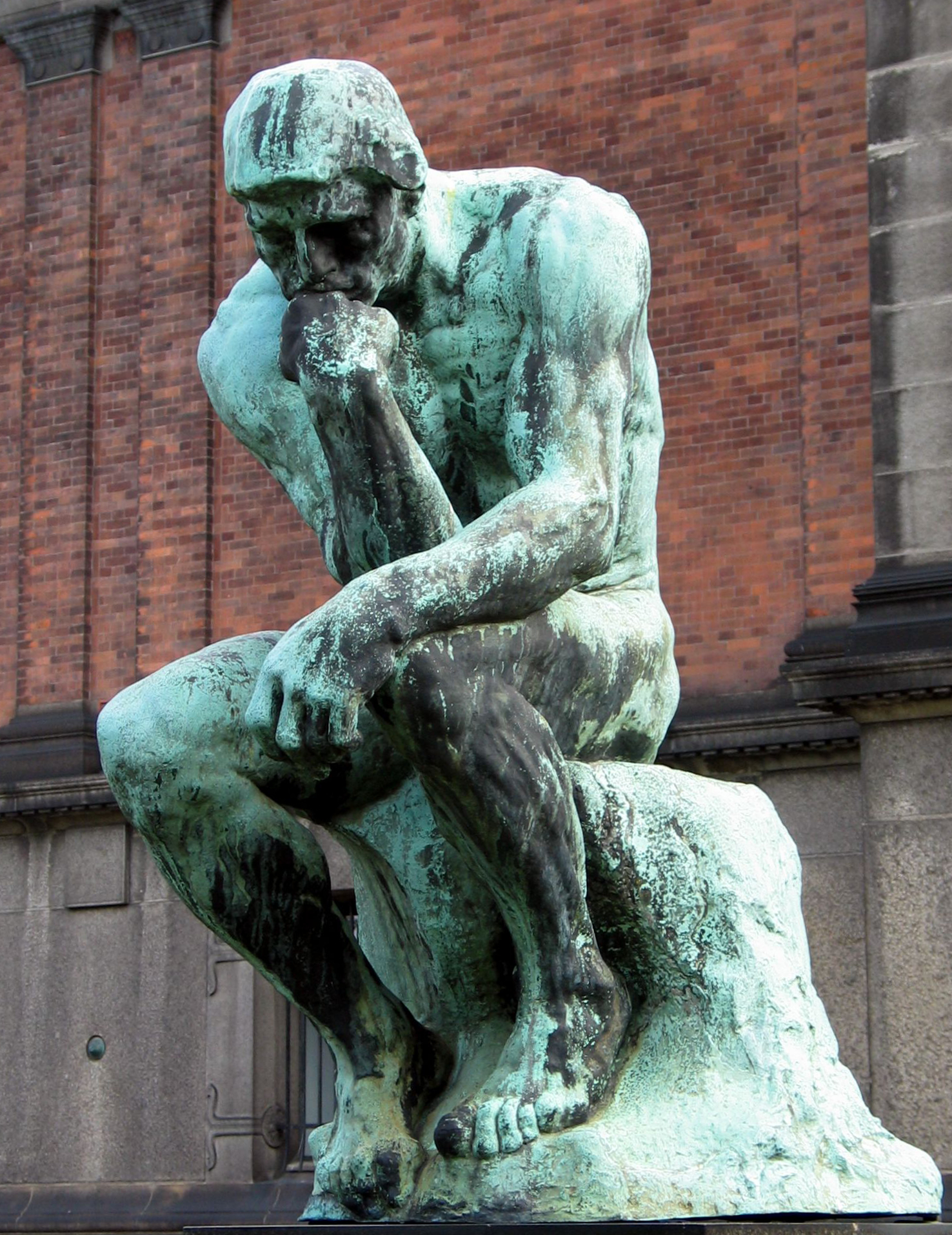
El Pensador

Con motivo de la Exposición Universal de París de 1900, el artista decidió hacer una primera muestra retrospectiva. Para ello edificó en la Place de l'Alma, el Pavillon de l’Alma, una estructura temporal para alojar las obras, cerca de 150, entre esculturas, dibujos y fotografías. Fue aquí donde presentó La puerta del infierno por primera y única vez en su vida. El portal en yeso estaba sorprendentemente despojado de sus personajes más representativos, como El Pensador, Ugolino y sus hijos, Paolo y Francesca y Las tres sombras. Estos lugares vacíos tenían números de referencia para las esculturas previstas. Nunca se dio a conocer la razón de su ausencia.
Entre las diferentes interpretaciones, se pensó que Rodin prefirió una mayor abstracción. En línea con el impresionismo, quizá el escultor optó por otorgar a la luz un papel protagónico. Los personajes generaban un juego de sombras cuyo contraste impedía una total apreciación del resto del conjunto.
La estructura del Pabellón del alma fue retirada y rearmada en 1901 en la Villa des Brillants y se convirtió en un espacio de exhibición para quienes visitaban al artista. De los varios personajes que acudieron a su taller cabe mencionar a Eduardo VII de Gran Bretaña y Eleanor Roosevelt, diplomática y activista estadounidense. En los seis años siguientes a la exposición, hubo una creación ininterrumpida de figuras y retratos. Entre ellos destacan los bustos de Howard Walden, Berthelot, Gustave Geffroy, Madame Hunter y Bernard Shaw.
En 1902 conoció al poeta Rainer-María Rilke, quien permanecería con Rodin hasta 1906 y le ayudaría con tareas administrativas. Se atribuye a una sugerencia de Rilke el encargo de siete esculturas de mármol que el barón Heinrich von Thyssen-Bornemisza hizo a Rodin; de ellas, cuatro pertenecen actualmente a Carmen Cervera y se exponen en el Museo Thyssen-Bornemisza de Madrid.
En los últimos años de su vida, Rodin cosechó los frutos de su trabajo al otorgársele varios reconocimientos. Fue elegido Presidente de la Sociedad Internacional de Pintores, Escultores y Grabadores en 1904. Las universidades de Jena, Glasgow y Oxford lo homenajearon con un doctorado honorario en 1905, 1906 y 1907 respectivamente. La municipalidad de Roma lo festejó en el Capitolio y la Sociedad de Jóvenes Artistas Checos le otorgó honores reales en Praga. El Museo Metropolitano de Arte de Nueva York inauguró una sala dedicada al artista en 1912.
Su popularidad no detuvo su producción. Realizó nuevas esculturas a partir de obras anteriores y completó proyectos como El monumento a Victor Hugo y la versión monumental de El Pensador. Creció su interés hacia las bailarinas, cuyos movimientos espontáneos fueron plasmados en una serie de esculturas tardías.
En 1909 el artista era ya muy reconocido; con la donación de su obra al Estado francés se empezó a contemplarse el proyecto para la creación de Museo Rodin en el Hotel Brion. Se casó con Rose Beuret en enero de 1917; ella fue la compañera de su vida, quien estuvo a su lado a pesar de las relaciones extra-conyugales. En ese mismo año, una delegación de artistas de México le visitó, entre los que se encontraban Diego Rivera, Roberto Montenegro, Carlos Lozano y Francisco Orozco Muñoz. Ellos le obsequiaron la réplica de una cabeza mexica, y Rodin les devolvió el gesto al regalarles El llamado a las armas, obra conservada en el Museo Nacional de San Carlos de la Ciudad de México.
En el último año de su vida, Rodin redujo su actividad y se limitó a paseos cortos cerca de su casa en Meudon.  Contrajo una fuerte gripe a fines de 1917 y falleció el 17 de noviembre en su casa. La semana siguiente se celebraron sus funerales a los que asistieron amigos y dignatarios; el cuerpo fue expuesto hasta el 24 de noviembre en el taller de la villa. La obra El Pensador se colocó encima de su tumba así como lo dispuso el artista. No se realizaron homenajes nacionales debido a la guerra.

Judith Cladel describió a Rodin en su lecho de muerte como un monje del arte:
En el vestido blanco que viste, bajo el pelo de plata de la vida y de la barba, las manos cruzadas, es una visión de belleza sublime. Parece un gran monje -el monje del arte que era realmente- soñoliento en la paz de su conciencia. Apareció como la encarnación misma de la escultura [...]. 

## La producción de Rodin
Rodin trabajaba según el método tradicional, de hecho su taller fue uno de los últimos que se pueden considerar como tal. Él solía realizar las piezas en yeso, cera o barro, una vez satisfecho con la creación, sus asistentes se encargaban de reproducir la obra en yeso. A partir de estos moldes era posible sacar obras de mármol o encargar la fundición en bronce, todo bajo la supervisión del maestro.
Cuando Rodin alcanzó su apogeo en 1885, tuvo que satisfacer una gran demanda del mercado así como numerosas comisiones públicas. El gran éxito de su obra hizo que las esculturas más emblemáticas se reprodujeran en varios tamaños y materiales. Es el caso de El Pensador, cuya medida original en su concepción era de cerca de 70 centímetros; en 1898 fue reducida a 38 y en 1904 agrandada a la versión monumental de 2 metros de altura. Para agrandar o reducir la dimensión de una escultura y mantener sus proporciones, se utilizaba una máquina basada en el pantógrafo que fue inventada en 1836 por el ingeniero francés Achille Collas.
Hacia 1900, en el taller de Rodin trabajaban alrededor de 50 asistentes. Poder entrar en su estudio era motivo de prestigio: ahí se formaron artistas como Antoine Bourdelle y Camille Claudel.

### Los yesos
El yeso fue el material predilecto por Rodin. Su maleabilidad permitía al maestro explorar las formas y seguir perfeccionando sus creaciones. Las llamadas «posiciones imposibles» de sus obras se debían al hecho que el artista solía tomar partes del cuerpo de distintas obras y ensamblarlas dando vida a una nueva escultura. Cuando Rainer Maria Rilke visitó la casa de Rodin en Meudon en 1902 quedó sorprendido por la cantidad de fragmentos que se encontraban en su taller: 
Allí están, sólo fragmentos, uno a lado del otro […] el torso de una figura con la cabeza de otra, con el brazo de una tercera.
Lo primero que Rodin buscaba en una escultura era su expresividad, sin importar las reglas anatómicas. Es por esta razón que también podían considerarse acabadas obras con una sola parte del cuerpo; sus numerosas manos son un ejemplo.
El yeso representa el primer estadio de una obra, antes que ésta se mande a fundir en bronce o se talle en mármol.

### Los bronces

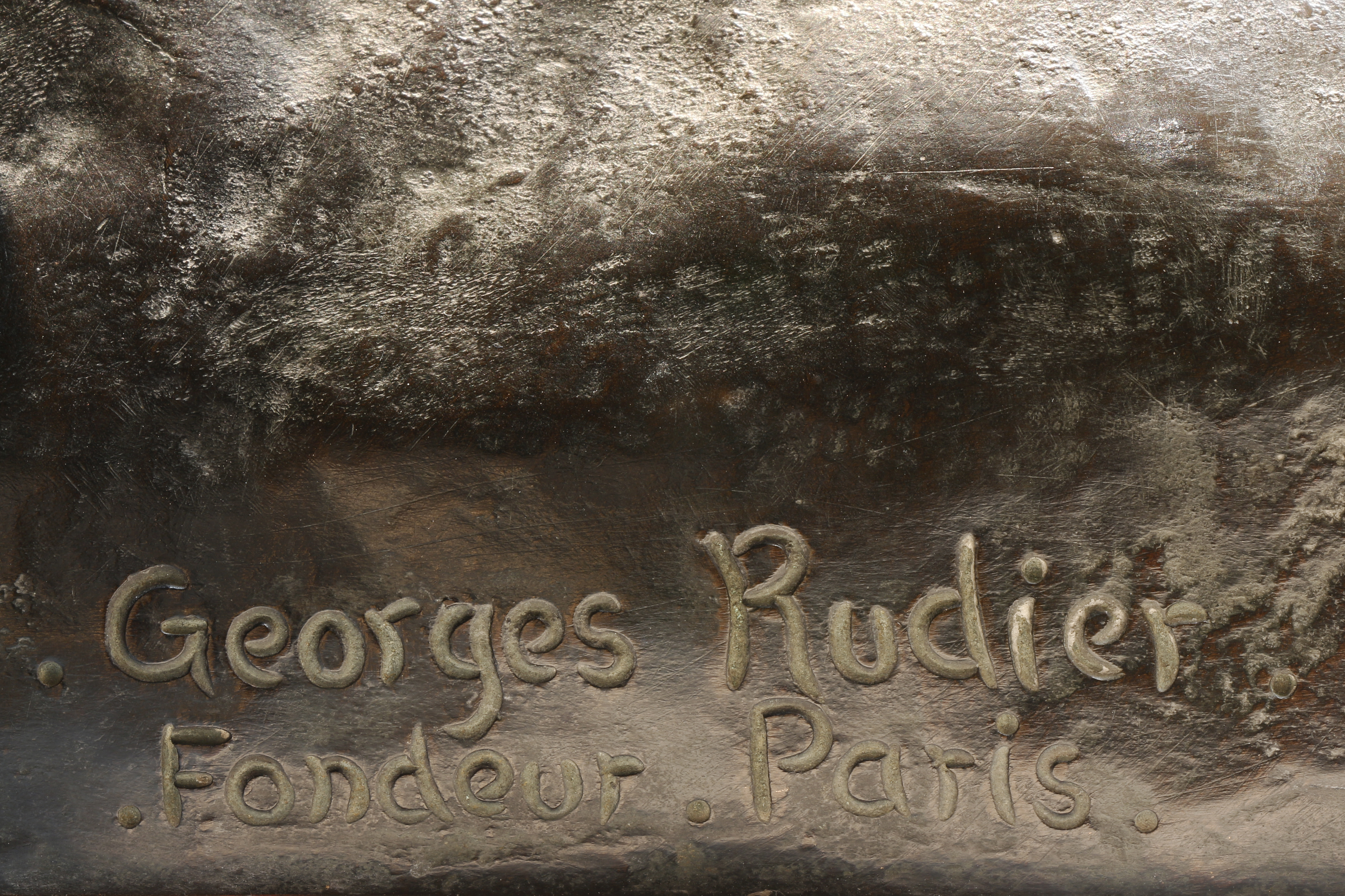
Sello de la casa fundidora Georges Rudier en La mártir, expuesta en Museo Soumaya.

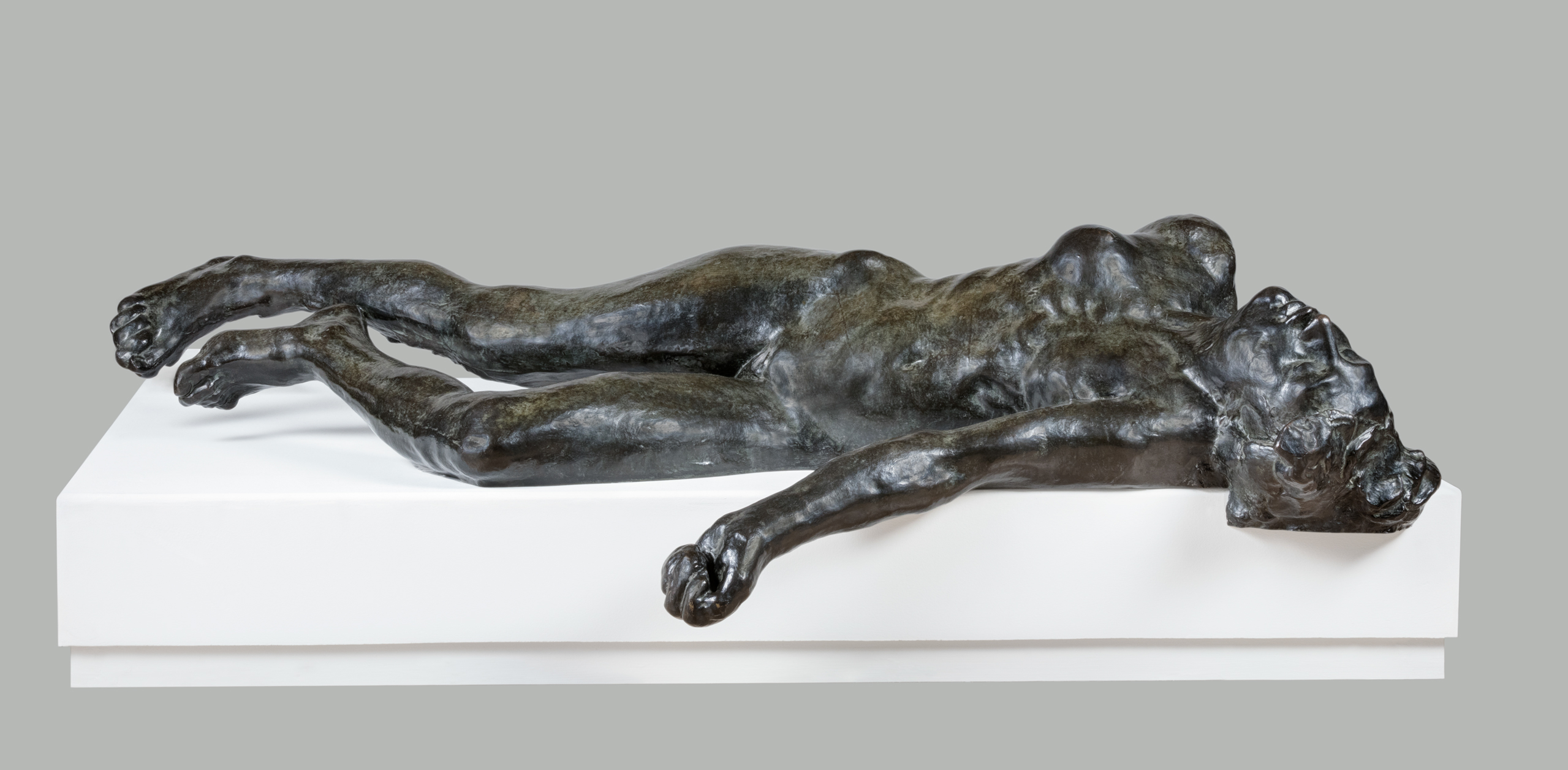
La mártir

El bronce fue uno de los materiales más apreciados para las esculturas de Rodin. Fueron varias las casas fundidoras que colaboraron con el artista. Entre éstas, Griffoul, Thiébaut Frères, Susse, Barbedienne, Eugène, Georges y Alexis Rudier son las más importantes.
La fundición en bronce puede realizarse con el método de fundición a la cera perdida o fundición a la arena. El resultado es el mismo aunque el procedimiento es diferente. El proceso de fundición a la cera perdida ha sido empleado por más de 5000 años. Aunque las técnicas y los materiales han cambiado, la predilección por este método se debe a su extrema fidelidad así como a su durabilidad. El proceso consiste en aplicar un material maleable a la escultura realizada por el artista. Esto permite crear un molde. En el molde se inserta material dúctil y resistente al fuego, lo que permite hacer un duplicado del modelo original que se puede nombrar «primer vaciado». Este se convertirá en el núcleo de la obra final.
Se rebaja ligeramente el espesor del primer vaciado y se devuelve al molde con unos clavos metálicos que permiten que el núcleo se mantenga en su lugar. Se origina así un hueco entre el primer vaciado y el molde mismo que se llenará de cera. Después de cerrar el molde, se vierte cera caliente entre el primer vaciado y el molde. El resultado es una pieza con un núcleo de material refractante cubierto de cera, que será fielmente acabado a mano y al cual comúnmente se incorporarán la firma del artista, el número de serie y el sello de la casa fundidora.
Alrededor de la pieza se construyen conductos que permitirán que la cera y el aire salgan. De la misma manera, el metal fundido —bronce— podrá tomar de manera uniforme el lugar de la cera para recrear la escultura. Una mezcla de cerámica y yeso finamente granulados se aplica a la superficie de la pieza y de sus ductos. También se le añade una malla metálica con cemento que permite soportar la presión del metal durante su vaciado.
El resultado, que se puede nombrar «molde de revestimiento», se seca y se calienta. Esto permite que la cera fluya afuera a través de los ductos, lo que deja un espacio entre el núcleo resistente al fuego y el molde. El bronce fundido se vierte en el molde de revestimiento en donde tomará el lugar de la cera. Cuando todo se enfría, se rompe el molde y aparece el metal. Una obra exacta a la escultura realizada por el artista. Se quitan los restos de los ductos para no dejar huella. Este acabado a mano se llama cincelado. Si hubiera algún resto del núcleo en el bronce, en este momento también se retira. Cuando se termina el proceso de cincelado, se aplica a la escultura una pátina o capa fina de óxido que además de proteger, da color y brillo a la pieza.

### Los mármoles

Eva en mármol blanco

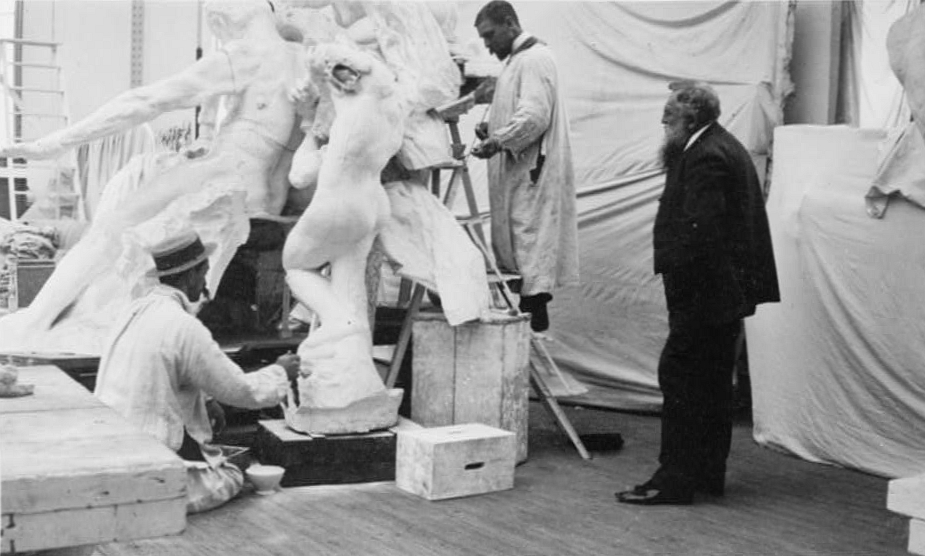
Auguste Rodin en su taller de París

El mármol es uno de los materiales que más enfatiza el trabajo del cuerpo en las esculturas de Rodin. Al observar piezas como Eva, Amor Fugitivo, La Tierra y la Luna o La Danaide se puede apreciar cómo el maestro logró animar la roca fría y dura. Entre sus referencias, el Renacimiento fue una etapa obligada y durante este periodo, el mármol era el material predilecto también por su referencia a la Antigüedad.
Como muchos contemporáneos, para la realización de sus obras en mármol, Rodin recurría al apoyo de escultores. El hecho que el maestro no fuese quien tallaba sus piezas ha representado motivo de críticas a lo largo del tiempo; muchos pusieron en duda la originalidad del trabajo. Sin embargo, hay que aclarar que esta práctica era muy común en ese tiempo y que el concepto de la creación era enteramente atribuida a Rodin.
Además, el maestro seguía personal y constantemente todo el proceso, como afirmó Paul Gselll: Rodin, intervenía raramente sus mármoles, pero debido a su excesivo control, en realidad los ejecutaba él mismo. La diferencia entre cada obra se debe al hecho que Rodin, una vez completado el mármol, daba instrucciones al escultor sobre cómo modificar la obra de acuerdo con su concepción estética. Es por esto, por ejemplo, que en las varias versiones que hay de Eva –esculpida por primera vez por el especialista Bozzoni— la roca siempre aparece diferente. Cuando la obra necesitaba de modificaciones, Rodin solía señalarlo con un bolígrafo, a veces él mismo agarraba el cincel para los últimos retoques.
El primer mármol que Rodin presentó en el Salón fue El hombre de la nariz rota en 1875. Quien esculpió la obra fue Léon Fourquet, uno de sus mejores talladores y compañero de su juventud. Desde entonces el artista produjo alrededor de 400 mármoles, aunque no se ha realizado todavía un catálogo razonado.
En la estética de sus obras destaca el empleo del non finito o no acabado. Este término fue introducido por Michelangelo en el siglo XVI y refiere a dejar inacabada una escultura y no definir sus límites. Los críticos han visto en tal acción un concepto moderno que deja abierta la posibilidad al espectador de interpretar la obra. Rodin empezó a explorar este estilo a partir de 1880. Sus esculturas poseen un carácter transitorio particular, como si el escultor hubiera abandonado el trabajo en curso de ejecución, lo que da la impresión de que la figura emerge poco a poco desde un bloque.

### Los dibujos

Mujer desnuda con un paño

Paralelamente a su actividad de escultor, Rodin dibujó en todas las épocas de su vida a modelos vivos como elemento común de su producción gráfica, y a partir de 1890 las modelos femeninas se volvieron omnipresentes.
El gran éxito que tuvieron las esculturas de Rodin, en parte oscureció su creación sobre papel que cuenta con alrededor de diez mil dibujos, la mayoría, más de siete mil, conservados en los fondos de Musée Rodin.
El artista comenzó su formación en el dibujo a la edad de 14 años en la Petite École, la Escuela Imperial Especial de Dibujo y Matemáticas. Si bien gran parte de sus dibujos fueron bocetos para esculturas, igualmente hay series que se convirtieron en obras con derecho propio, es el caso de los diseños que el artista realizó a partir de 1880 para el proyecto de La puerta del Infierno. Estos últimos no pueden ser considerados estudios preparatorios porque no hay ninguna escultura que sucesivamente se inspiró en ellos. Considerados por un tiempo de menor importancia con respecto a las esculturas, se dieron a conocer en ocasión de la exposición universal de 1900.
De gran relevancia es también la serie de dibujos eróticos que Rodin realizó hacia el final de su vida. Estos dan cuenta de su gran pasión por la mujer. Formas voluptuosas y sensuales fueron dibujadas por un trazo delicado pero decidido.

## Musée Rodin
El Museo Rodin de París abrió sus puertas en 1919 y hospeda la colección de Auguste Rodin más grande en el mundo. Tiene dos sedes: el Hôtel Brion en el centro de París y la Villa de Brillantes, la casa donde el artista murió, en Meudon.
La creación del museo respetó la voluntad de Rodin, quien donó su obra al Estado francés a cambio de la institución de un museo a su nombre.

Dono al Estado toda mi obra en yeso, mármol, bronce, piedra y mis dibujos, así como la colección de la Antigüedad que me complace haber reunido para el aprendizaje y la educación, tanto de artistas como de trabajadores. Y solicito al Estado que conserve el hôtel Biron que será el museo Rodin con todas estas colecciones, reservándome el derecho de residir en él durante toda mi vida.
Auguste Rodin

Como museo estatal, el Museo Rodin se dedica a la conservación, investigación, publicación y exhibición de la obra del escultor. Es notorio que uno de los deseos del artista era la difusión de su obra; debido a ello, cuando donó su colección al Estado francés, también le cedió los derechos de propiedad intelectual para permitirle la producción y venta de esculturas en bronce que están realizadas a partir de los moldes y piezas de fundición genuinos que el mismo escultor donó. Establecido por la ley francesa, las ediciones se producen en series que se limitadan a 12 piezas. Esto explica cómo una misma escultura –por ejemplo Las tres sombras– se pueda apreciar en varias latitudes: tanto en el Museo Rodin de París, como en el Museo Soumaya de Ciudad de México. Todas son consideradas originales múltiples y las más recientes llevan el sello con el número de serie y el copyright de Museo Rodin.

### El Palacete Biron, París

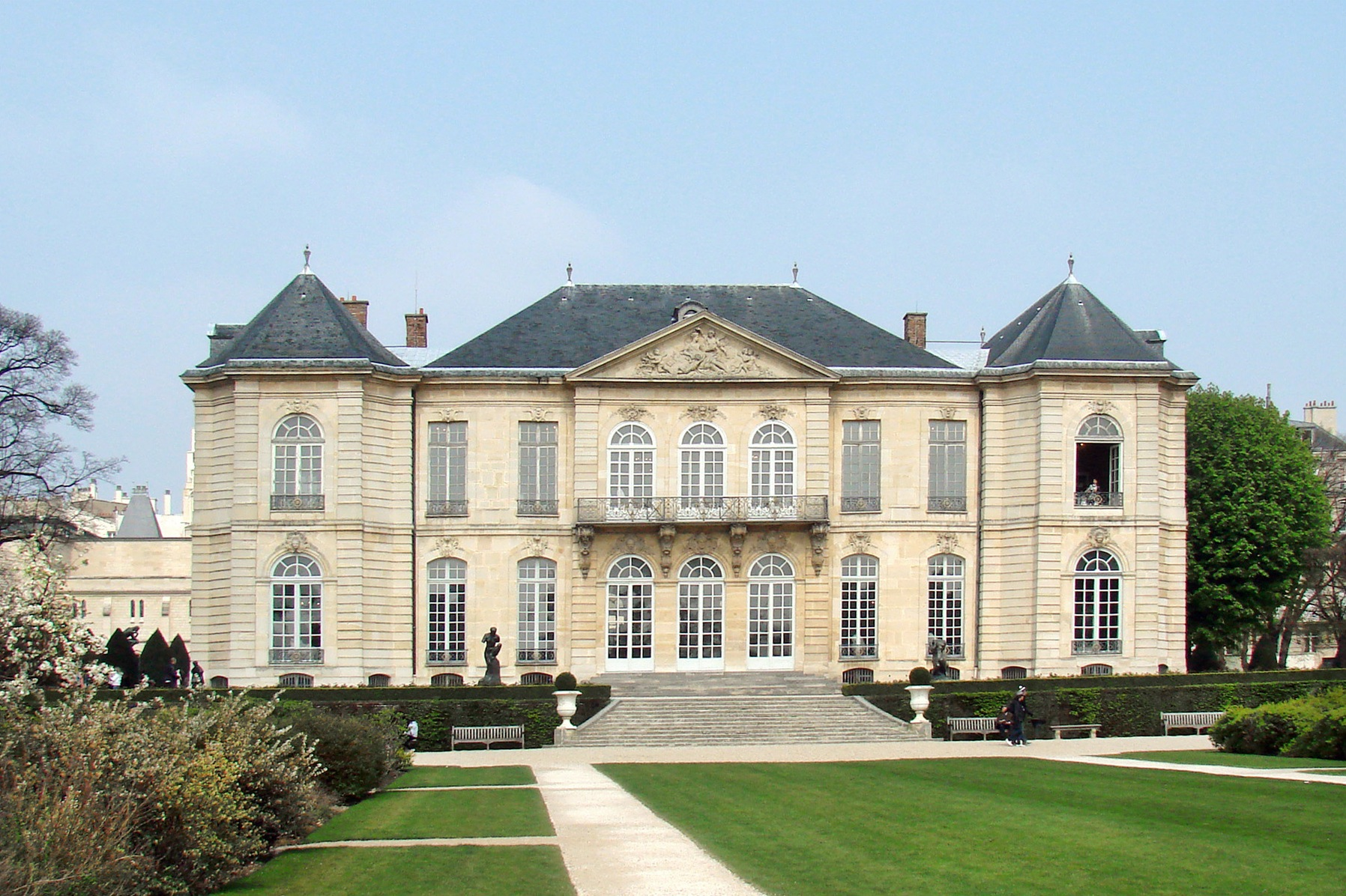
Hôtel Biron

En 1908 Rodin se estableció en el Palacete Biron, a la postre el Musée Rodin. El edificio es una joya del Rococó francés y fue construido entre 1728 y 1730 por el arquitecto Jean Aubert por encargo del peluquero Abrahm Peyrenc de Moras. Fue un palacio fastuoso que no logró disfrutar quien lo ordenó ya que murió al cabo de dos años de inaugurado. Poco después el edificio pasó a manos del mariscal Biron, de quien tomó su nombre. En 1829 pertenecía a las Damas del Sagrado Corazón de Jesús, quienes establecieron un centro educativo. Dicha sociedad retiró toda la decoración original del edificio al considerarla superflua. Para 1905, el palacete fue ocupado por artistas como el escritor Jean Cocteau, el pintor Henri Matisse, la bailarina Isadora Duncan y la esposa del poeta Rainer Maria Rilke, gracias a la cual Rodin descubrió la propiedad a la que se mudó a partir de 1908.
Ahí el artista acumuló su obra, cubrió las paredes con sus dibujos y bocetos, y colocó parte de sus colecciones de antigüedades; se encargó además de la decoración del lugar con mármoles clásicos y algunas de sus obras. En este sitio concurrieron amigos y amigas del artista como Rilke o la bailarina Isadora Duncan.
A Rilke le narraría su gusto por el lugar:

Sus tres ventanales se abren prodigiosamente sobre un jardín abandonado en donde se pueden percibir, de vez en cuando, inocentes conejillos saltando entre sus rejas.
Auguste Rodin

En 1911 el terreno fue vendido al Estado, puesto que se había comprometido el año anterior en adquirir el hôtel Biron, con el fin de instalar allí el Servicio de los Edificios civiles del Ministerio de Instrucción Pública.Todos los ocupantes dejaron el recinto, excepto Rodin, quien se negó. La voluntad de Rodin por entonces fue la de ceder su obra al Estado francés a condición de que con una parte del palacete Biron se creara un museo. En 1916 se votó una ley en la Asamblea Nacional, con la cual se aceptaron las tres donaciones del escultor y se confirmó que el hôtel Biron y su jardín se destinaran a la exposición de las obras donadas por Rodin al Estado francés. Léonce Bénédite fue quien se hizo cargo de la conservación del patrimonio artístico del artista y de la organización del futuro museo. La donación de su obra se realizó formalmente a Francia el 24 de febrero de 1916, fecha en que se publicó el acto en una gaceta estatal.
En 1914 Rodin publicó el libro Catedrales de Francia, en el que incluyó sus apuntes sobre catedrales góticas. En ese mismo año viajó a Londres con Rose y Judith Cladel por el inicio de la Primera Guerra Mundial. A inicios de 1917 contrajo matrimonio con Rose Beuret en la Villa des Brillants. En ese año, una delegación de artistas de México le visitó, entre los que se encontraron Diego Rivera, Roberto Montenegro, Carlos Lozano y Francisco Orozco Muñoz. Ellos le obsequiaron La réplica de una cabeza mexica, y Rodin les devolvió el gesto regalándoles El llamado a las armas hoy, obra conservada en el Museo Nacional de San Carlos de la Ciudad de México.

### La Villa des Brillants, Meudon

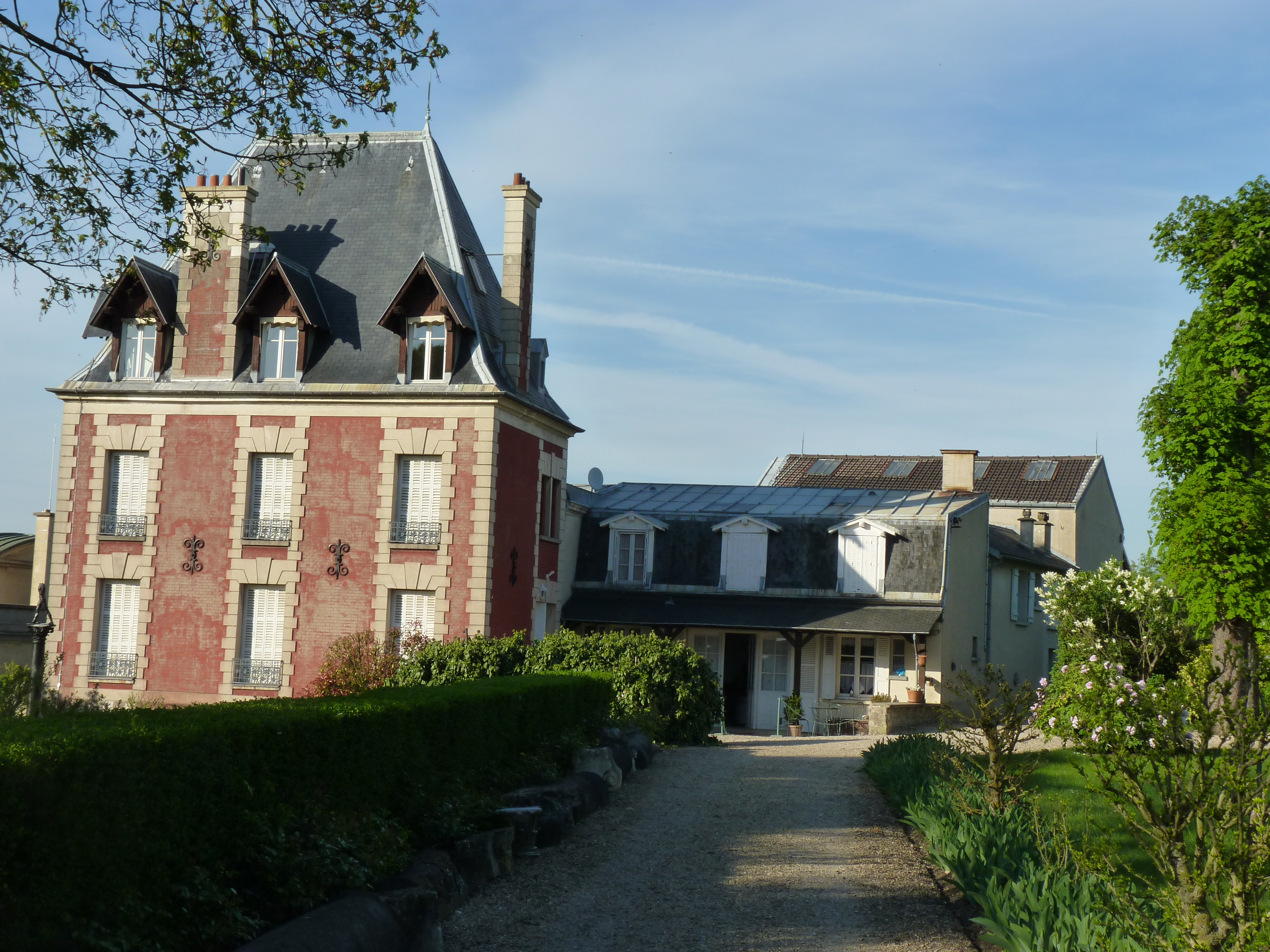
Villa des Brillants - Meudon

La Villa des Brillants es una casa de estilo Luis XIII situada en Meudon, en las afueras de París. Rodin adquirió la propiedad a través de una subasta en diciembre de 1895. Ahí, el artista pudo encontrar el ambiente que favoreció su inspiración artística: abstraído de la caótica ciudad y en contacto con la naturaleza.
Aunque el escultor siguió trabajando en sus bodegas parisinas, en Meudon instituyó un taller que contaba con el apoyo de cincuenta ayudantes, entre escultores, obreros y moldeadores. Cuando se decidió retirar el Pabellón del Alma en la Exposición Universal de 1900, fue en Meudon que Rodin decidió reconstruir el espacio tal cual. En 1905, el poeta Rainer Maria Rilke se mudó a vivir allí como secretario personal y así lo describió en una carta a su esposa: 
Da una impresión extremadamente fuerte y singular esta amplia nave clara dónde todas estas esculturas blancas, deslumbrantes, parecen mirarnos, tras las altas puertas acristaladas, como la fauna de un acuario. Una gran, una inmensa impresión [...] uno siente que son centenares de vidas, no sólo una.
A partir de 1930, para sustituir el pabellón del Alma, el espacio se convirtió en un museo que hospeda la mayoría de los yesos del artista entre los cuales destaca La puerta del Infierno. La villa se renovó en 1997 a partir de fotografías de la época para ofrecer una versión fidedigna de los espacios en los que Rodin vivió y trabajó.

## Legado

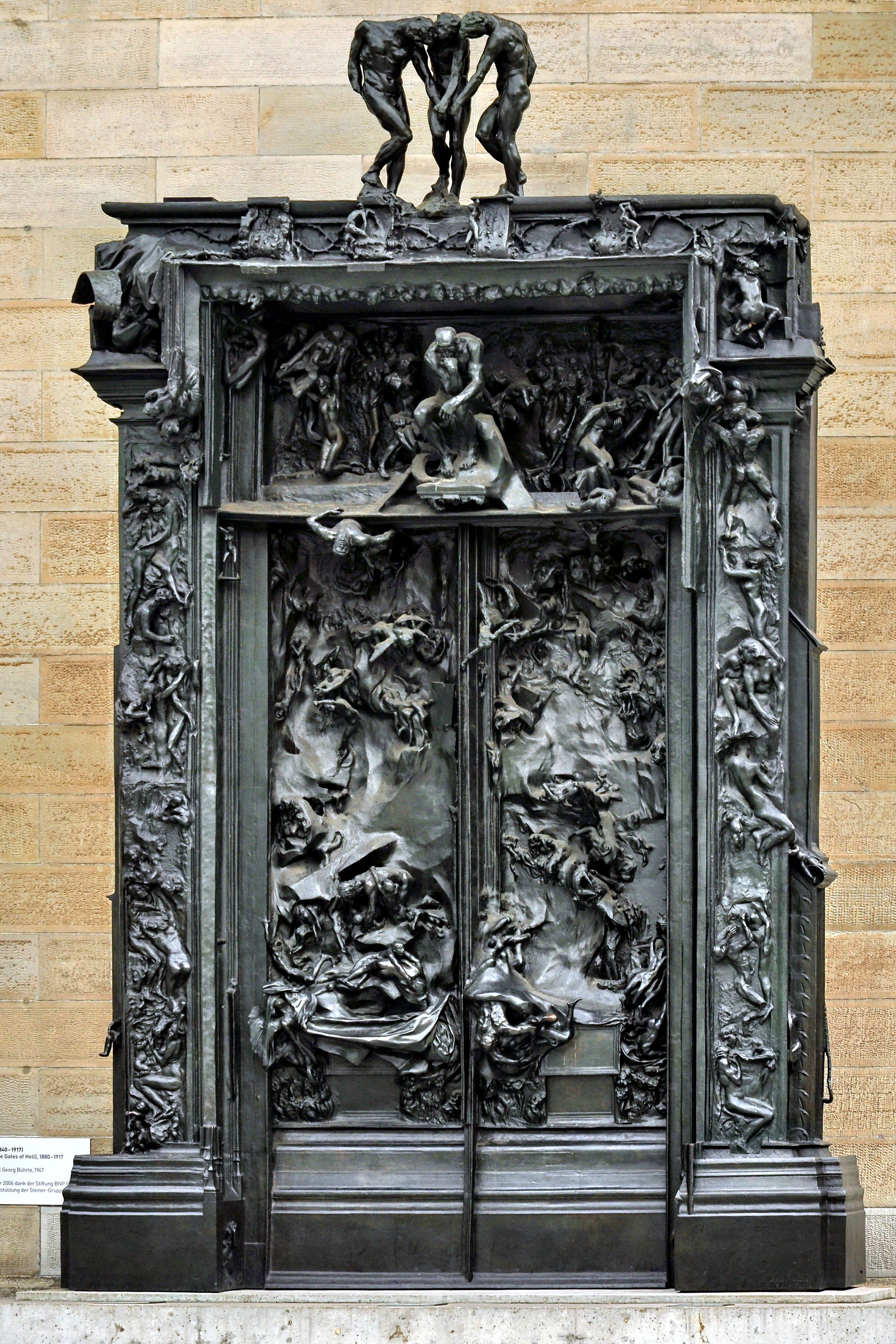
La puerta del Infierno. Museo Rodin.

Rodin fue un artista que supo confrontarse de manera crítica con su entorno y así logró revolucionar el concepto de escultura. El hecho de que no frecuentó la Escuela de Bellas Artes y que se formó principalmente de forma autodidacta, quizá contribuyó al desarrollo de una visión afuera de los cánones de la Academia.
Así como el escultor francés, fueron varios los artistas que a finales del siglo XIX cuestionaron la tradición y dieron vida a un nuevo género de arte: Paul Cézanne, Edgar Degas y Claude Monet son algunos ejemplos. A diferencia de estos, Rodin fue uno de los primeros en experimentar la fama a nivel internacional antes de morir. Su trabajo es considerado crucial para el comienzo del arte moderno.
A nivel conceptual, Rodin criticó la idealización propia de la academia que cambiaba la realidad para rendirla más agradable. Para él era importante ver la naturaleza como tal. Esta supuesta mejoría para Rodin era una falsificación; la Academia en su afán de producir formas perfectas se alejaba de la realidad.  El escultor francés dirigió la atención hacia lo verdadero y en ello resaltó la belleza. En un primer momento no fue fácil que la crítica lo aceptara; un claro ejemplo de eso fue La máscara del hombre de la nariz rota. El rostro de un hombre anciano, lleno de arrugas con la nariz rota en un primer momento no fue considerado digno de competir con la perfección de los bustos de estilo neoclásico. Corrientes sucesivas como el hiperrealismo no temerán la realidad al representarla con una veracidad fotográfica.
Otra de las innovaciones que pueden atribuirse a Rodin fue la consideración que él tuvo del espectador. A partir del non finito de Michelangelo, dejó conscientemente inacabadas algunas de sus figuras para que el público pudiera otorgarle su interpretación. Este aspecto es una constante del arte contemporáneo que deja al espectador un papel fundamental.
Rodin también modernizó la manera de concebir los monumentos públicos. Fue uno de los primeros artistas en atreverse a cambiar la manera en que los héroes solían ser representados. En lugar de esculpir el valor y el porte, Rodin dio espacio a los miedos y las frustraciones de sus personajes. La obra  Los burgueses de Calais es un claro ejemplo. En La puerta del Infierno, que inicialmente estaba destinada a servir de puerta de entrada al futuro Museo de Artes Decorativas de París, no rehusó representar formas tanto eróticas como desesperadas. Humanizar fue para Rodin sinónimo de modernizar, talento que heredaron artistas como Constantin Brancusi y Jacques Lipchitz.
Asimismo Rodin contribuyó con una revolución en la manera de modelar la superficie. En la Academia a los estudiantes se le enseñaba que las superficies tenían que ser independientes de los efectos de la luz. Rodin cuestionó este criterio y convirtió la luz en protagonista, mismo que hicieron sus contemporáneos, los impresionistas, en la pintura. Él creía que el volumen determinaba el contenido emocional de la obra y así podía impactar al espectador.
Rodin rescató la escultura en una etapa donde era marginada a un mero rol decorativo para los salones de las casas. Charles Baudelaire en su Salón de 1846 dedicó un capítulo entero a por qué la escultura es aburrida. El caricaturista Honoré Daumier en el Salón de 1857 representó una escultura que se quejaba porque los espectadores no le prestaban atención.
Rodin fue «el artista que renovó la escultura occidental, anticipando, en el siglo XIX, los criterios estéticos que marcarían el derrotero de las artes en el XX».

## Obras destacadas
Las obras más célebres del artista están relacionadas con el proyecto de La puerta del Infierno. Muchas de las esculturas presentes se desarrollaron de manera individual y llegaron a ser piezas independientes. Casos emblemáticos son El Pensador, Las tres sombras o El beso. También destacan los encargos públicos que el Estado francés le comisionó. 

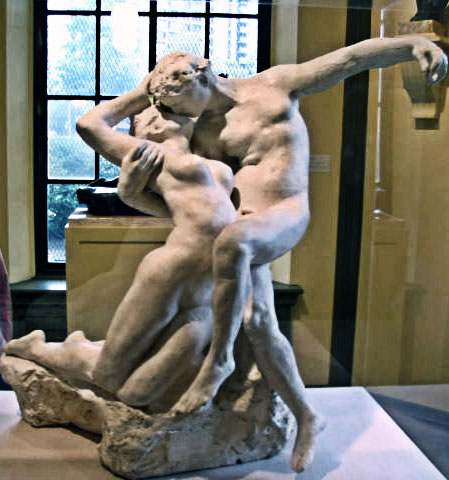
La eterna primavera, Museo Rodin.

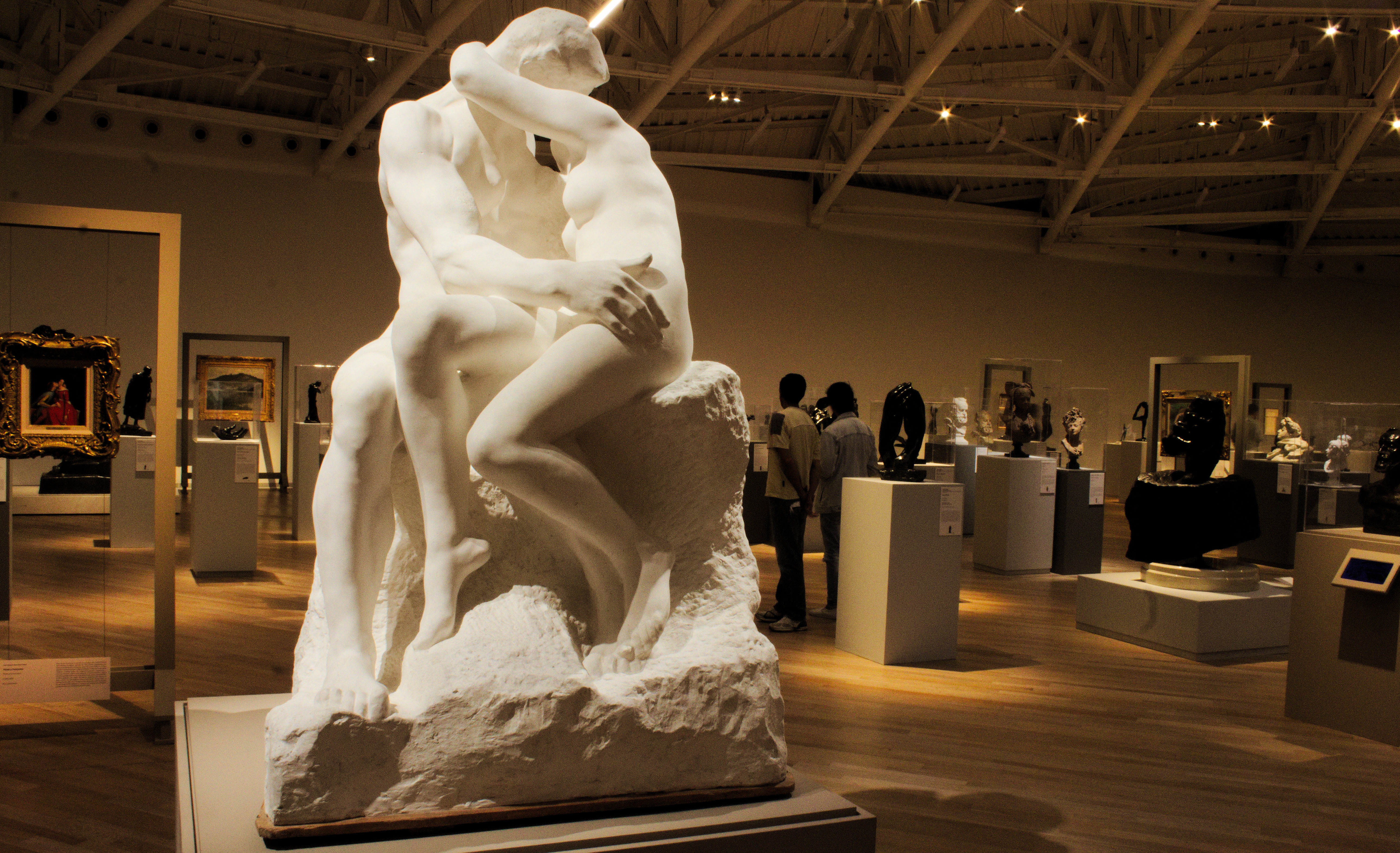
El beso, Museo Soumaya.

- La máscara del hombre de la nariz rota: forma parte de sus primeras obras, el hombre retratado es Bibi, un modelo no profesional que vivía en el barrio de Saint-Marcel. A causa del frío el busto de yeso perdió la parte trasera y Rodin decidió presentarlo como máscara al Salón de 1865. La obra fue rechazada por ser considerada inacabada, fue hasta 1875 que la pieza fue aceptada.[53] Con sus rugas marcadas y la nariz rora, la obra representa un gran ejemplo de como Rodin consideró que lo representado no debía de ser bello sino verdadero.
- La puerta del Infierno: es un monumental grupo escultórico que mide aproximadamente seis metros de alto, cuatro de ancho y uno de profundidad. En su totalidad contiene unas 300 figuras[54] cuyas dimensiones varían entre los quince centímetros y más de un metro. En 1880 el gobierno francés encargó a Rodin una puerta para la entrada del futuro Museo de Artes Decorativas de París. Aunque el proyecto fue cancelado, Rodin trabajó sobre el portal hasta el final de su vida. A partir de La puerta en yeso, hoy conservada en el Museo d'Orsay, en París, se han realizado ocho fundiciones de esta obra, una de ellas se encuentra actualmente en el Museo Rodin de la capital francesa. La puerta del Infierno es, en definitiva, una reflexión sobre la condición humana, con sus luces y sombras. Se distinguen toques de romanticismo y simbolismo en la temática de la obra, así como la innegable inspiración en el poeta maldito Charles Baudelaire y a uno de los padre de la lengua italiana Dante Alighieri. Algunas de las numerosas figuras fueron más tarde reproducidas por Rodin de forma independiente, como es el caso de El pensador (ubicado en el dintel de la puerta), así como Las tres sombras (que aparecen en la parte superior), Amor fugitivo y Ugolino y sus hijos, entre otras.
- El pensador: representó una de sus obras más famosa, aglutina todas las características del autor. La obra fue modelada por Rodin hacia 1881 y se expuso al público hasta 1888 en Copenhague. La versión original que mide aproximadamente 70 cm, fue agrandada a partir de 1902 y se convirtió en un icono universal.[55] La escultura llegó a traspasar su sentido literario (ya que en su origen es el retrato de Dante que se ve afectado por todo lo que está viendo –en La puerta–). Se trata de un hombre sentado, reclinado, con la cabeza ladeada hacia abajo, en una postura de pensamiento, pasividad, soledad y preocupación. Para ello, Rodin se inspiró en obras ya existentes (como el Moisés o la Tumba de Lorenzo de Médici de Miguel Ángel) de época clásica renacentista.  Rodin realizó la representación idealizada de una persona para transmitirnos sus sentimientos, algo más universal y profundo (soledad, preocupación del hombre por el devenir del ser humano) con una carga psicológica importante. La escultura de El Pensador sería instalada en 1906 frente al Panteón parisino, en Montparnasse sitio en el que permaneció hasta 1922, fecha en la que fue removida para ser emplazada en el Museo Rodin.[13]
- Las Tres Sombras: la obra fue concebida para la parte superior de La puerta del Infierno. Se trata de tres figuras repetidas y colocadas en diferentes ángulos alrededor de un punto concreto. en la contorsión del cuello así como en el trabajo de la anatomía destaca la influencia del maestro renacentista Miguel Ángel. La primera vez que el artista presentó esta obra fue en 1889 en ocasión de la exposición con el pintor impresionista Claude Monet.[56]
- El Beso: esta obra fue concebida en un primer momento para  La puerta del Infierno. Su silueta aparece en la tercera maqueta de La puerta. Fue moldeada alrededor de 1881 y refiere a uno de los relatos más importante de la Divina Comedia de Dante Alighieri.[13] Los dos protagonistas son Paolo y Francesca condenados a causa de su amor adúltero a sufrir las penas del círculo de los lujuriosos del Infierno Dantesco. La obra se expuso por primera vez en 1887 en París. Su gran éxito hizo que el Estad Francés encargara en 1888 una versión agrandada (circa 180 cm) en mármol. entre las obras más reproducidas del escultor francés, cuenta con cuatro diferentes tamaños cuyos derechos fueron adquiridos por la casa fundidora Barbedienne.[13]
- Busto de Victor Hugo: también conocida como Busto del Ilustre Maestro, la obra fue realizada entre febrero y abril de 1883. Rodin tuvo la oportunidad de conocer a Victor Hugo gracias al periodista Edmond Bazire.[57] "La primera vez que vi a Víctor Hugo me dejó una impresión profunda: sus ojos eran magníficos... Pensé haber visto a un Júpiter francés."
- Jules Dalou: Rodin lo definió como su primer amigo. Los dos se conocieron cuando eran jóvenes y trabajaban para un ornamentalista. Dos años antes que Rodin, Dalou frecuentó la Petite École. El busto fue realizado en yeso en 1883.[58]   Esta obra pertenece a una serie de retratos que Rodin realizó al inicio de 1880. Los representados eran por la mayoría amigos cercanos del escultor.[59]
- La mártir: la obra individual fue concebida en 1885 y probablemente fue expuesta por primera vez en 1889. Al observar su posición, la cabeza, la clavícula y la cadera parecen estar fracturados, esto ha llevado algunos estudios a pensar que el maestro trabajó en la morgue. En La puerta del Infierno su silueta aparece varias veces en diferentes posiciones.[60]
- La eterna primavera (también conocida como Cierto y la tira o Juventud o Ideal): realizada a partir de 1884, la obra refiere el eterno y continuo nacer de la vida. La pareja representada podría aludir a los personajes dantescos Paolo y Francesca. Para realizar el torso de la mujer, Rodin utilizó como modelo a Adele, una de las hermanas Abruzzesi, quien era entre sus favoritas.
- Los Burgueses de Calais: la obra fue encargada a Rodin en 1884. Fue uno de los numerosos monumentos públicos para apoyar la ola patriótica de la etapa que seguía la Guerra Franco-Prusiana. El propósito del conjunto escultórico era rendir homenaje a los seis burgueses de Calais, quienes habían ofrecido su vida para liberar la ciudad francesa del asedio inglés. La obra recibió varias críticas debido a la manera en que Rodin representó los personajes. Lejana de los cánones académicos donde los héroes tenían poses valientes, la escultura representa sentimientos de angustia, desesperación y dolor.[61]
- El árbol viejo: data de 1885, y representa un ejemplo de como podría definirse a Rodin como un ser Polisémico.  Según el especialista Georges Grappe Rodin "Ve la naturaleza humana como una fuente de inspiración". En la obra se puede apreciar a una mujer desnuda que se aferra al cuello a un hombre - árbol.
- Mercurio de pie: creada en 1888, la escultura hace alusión a Mercurio hijo de Júpiter. Se considera como el mensajero de los dioses ya también está ligado con la muerte por guiar a las almas al inframundo.
- Las metamorfosis de Ovidio:  las figuras de esta pieza aparecen en la parte superior de La puerta del Infierno que fue concebida en 1880.  La versión individual se realizó entre 1886 y 1889. La obra representa la transformación y los lapsos del ser humano.
- Venus: la obra fue creada en el año de 1889, y se inspira tanto en las corrientes de mitología grecolatina, como en los movimientos de danza. El título evoca a la diosa más bella del Olimpo, y genera una sensación de amor y fertilidad.
- Monumento a Balzac: La obra fue comisionada por la Sociedad de Gentes de Letras a Rodin en 1891. Rendir homenaje a uno de los más grandes novelistas franceses, representó un gran reto para Rodin. Él solía modelar a partir de un modelo y en este caso tuvo que inspirarse en los retratos de Balzac que fueron realizados previamente.  Fueron varios los estudios que el maestro realizó antes de terminar su obra. Cuando ésta fue presentada en 1898 en el Salón de la Sociedad de Bellas Artes fue rechazada, hoy se le considera la primera obra moderna.[62]
- Estudio para Iris, mensajera de los dioses: Realizada en 1895, la obra muestra a una mujer con las piernas abiertas sin cabeza ni brazo derecho. Con una fuerte carga erótica, según investigadora Antoinette Gabrielle de Fauquembergues, Aurel, es la obra que le devolvió a la mujer la libertad de ser ella misma: frente a Rodin, las mujeres se atreven a ser libres y dejan a un lado las inhibiciones. Revelan su grandeza e independencia. [63]
- El hombre que camina: la concepción de esta obra se remonta alrededor del año 1899 aunque hay estudios anteriores del torso. La escultura fue expuesta por primera vez en 1900 en ocasión de la Exposición Universal y fue presentada como un estudio para San Juan Bautista. El mismo artista consideró la obra uno de sus mejores trabajos.[59]
- La Catedral: la obra reúne a dos manos derechas que pertenecen a dos personas distintas. El título de la obra evoca a la publicación Catedrales de Francia de 1914. La pieza pertenece a una serie que el artista realizó a partir de 1900 y que adopta como tema principal a las manos.

### Obras de Rodin
- La Puerta del Infierno
- El pensador
- El beso
- Monumento a Balzac
- Los burgueses de Calais
- La edad de bronce
- Parque de esculturas de Glenkiln
- Eva
- La plegaria (Rodin)
- Danae
- El hombre que camina

### Museos que resguardan obras de Rodin
- Museo Rodin (París)
- Museo Rodin (Filadelfia)
- Museo de Arte Italiano
- Museo Soumaya
- Museo Nacional de Bellas Artes (Buenos Aires)

### Escultores relacionados
- Antoine Bourdelle
- Camille Claudel
- Jules Dalou
- François Pompon

### Epónima
- (6258) Rodin